# Chlamisus nigromaculatus
Chlamisus nigromaculatus är en skalbaggsart som beskrevs av Karren 1972. Chlamisus nigromaculatus ingår i släktet Chlamisus och familjen bladbaggar. Inga underarter finns listade i Catalogue of Life.